# Этьенн, Деррик
Деррик Бёркли Этьенн-младший (фр. Derrick Burckley Etienne Jr.; 25 ноября 1996, Ричмонд, Виргиния, США) — гаитянский футболист, левый полузащитник клуба «Торонто» и сборной Гаити.

## Биография

### Ранние годы и начало карьеры
Деррик-младший родился в Ричмонде, штат Виргиния, где его отец Деррик-старший выступал за клуб «Ричмонд Кикерс». Рос в Патерсоне, штат Нью-Джерси.
Присоединившись к академии «Нью-Йорк Ред Буллз» в возрастной группе до 14 лет, прошёл через все возрастные ступени. В 2014 году Национальная ассоциация футбольных тренеров включила Этьенна, игравшего за команду до 18 лет, в юношескую всеамериканскую символическую сборную.
27 марта 2015 года Этьенн, как игрок академии, имеющий любительский статус, был заявлен в новообразованный фарм-клуб «Нью-Йорк Ред Буллз II» перед его первым матчем в USL. В матче против «Рочестер Райнос», состоявшемся на следующий день, вышел на замену во втором тайме. 24 мая в матче против «Монреаля» забил свой первый гол во взрослой карьере, а также отдал голевую передачу, за что был включён в символическую сборную недели USL.
В 2015 году Этьенн поступил в Виргинский университет, совмещая обучение с игрой за университетскую футбольную команду в Национальной ассоциации студенческого спорта.

### Клубная карьера
Оставив университет, 21 декабря 2015 года Этьенн подписал профессиональный контракт с клубом MLS «Нью-Йорк Ред Буллз» по правилу правилу доморощенного игрока.
Перед стартом сезона 2016 в USL он был вновь отправлен в фарм-клуб. «Нью-Йорк Ред Буллз II» при его участии выиграл регулярный чемпионат. 23 октября в финале Кубка USL 2016, в котором был обыгран «Своуп Парк Рейнджерс» со счётом 5:1, Деррик забил гол и отдал голевую передачу.
За основную команду «Нью-Йорк Ред Буллз» Этьенн дебютировал 3 августа 2016 года в матче Лиги чемпионов КОНКАКАФ 2016/17 против гватемальской «Антигуа-Гуатемалы». В MLS дебютировал 11 сентября 2016 года в матче против «Ди Си Юнайтед», выйдя на замену на 86-й минуте вместо Даниэля Ройера. 31 марта 2018 года в матче против «Орландо Сити» забил свой первый гол за «Нью-Йорк Ред Буллз».
8 августа 2019 года Этьенн был взят в аренду клубом «Цинциннати» на оставшуюся часть сезона в обмен на пик третьего раунда Супердрафта MLS 2020. За «Цинциннати» дебютировал 10 августа в дерби Огайо против «Коламбус Крю», выйдя на замену на 64-й минуте вместо Эммануэля Ледесмы.
По окончании сезона 2019 Этьенн остался без клуба — по возвращении из аренды в «Цинциннати», который не стал активировать опцию покупки, «Нью-Йорк Ред Буллз» не продлил с ним контракт.
4 февраля 2020 года Этьенн подписал контракт с «Коламбус Крю». Дебютировал за «Крю» 8 марта в матче против «Сиэтл Саундерс», выйдя на замену на 66-й минуте вместо Луиса Диаса. 20 августа в матче против «Чикаго Файр» забил свой первый гол за «Крю». Помог «Коламбус Крю» в сезоне 2020 выиграть свой второй чемпионский титул, забив гол в матче за Кубок MLS против «Сиэтл Саундерс» 12 декабря. По окончании сезона 2022 контракт Этьенна c «Коламбус Крю» истёк.
30 ноября 2022 года Этьенн на правах свободного агента подписал контракт с клубом «Атланта Юнайтед» до конца сезона 2025 с опциями продления на сезоны 2026 и 2027. За «Атланту Юнайтед» дебютировал 25 февраля 2023 года в матче стартового тура сезона против «Сан-Хосе Эртквейкс», выйдя на замену на 56-й минуте вместо Кейлеба Уайли.
24 апреля 2024 года Этьенн был продан в «Торонто» за $200 тыс. в общих распределительных средствах с возможной доплатой ещё до $175 тыс. при условии достижения им определённых показателей. За «Торонто» дебютировал 27 апреля в матче против «Орландо Сити», заменив на 58-й минуте Джакила Маршалл-Ратти.

### Международная карьера
В составе сборной Гаити до 17 лет участвовал в юношеском чемпионате КОНКАКАФ 2013.
В составе сборной Гаити до 20 лет участвовал в молодёжном чемпионате КОНКАКАФ 2015.
Этьенн был включён в предварительную заявку сборной Гаити на Кубок Америки 2016, и попал в список резервистов из пяти игроков. За сборную Гаити дебютировал 9 ноября 2016 года в матче квалификации Карибского кубка 2017 против сборной Французской Гвианы. В матче квалификации Карибского кубка 2017 против сборной Тринидада и Тобаго, состоявшемся 8 января 2017 года, забил свой первый гол за гаитянскую сборную.
Этьенн был включён в состав сборной Гаити на Золотой кубок КОНКАКАФ 2019.
Был включён в состав сборной на Золотой кубок КОНКАКАФ 2021.
Был включён в состав сборной на Золотой кубок КОНКАКАФ 2023.

## Достижения
Командные
 «Нью-Йорк Ред Буллз II»
- Чемпион USL: 2016
- Победитель регулярного чемпионата USL: 2016

 «Нью-Йорк Ред Буллз»
- Победитель регулярного чемпионата MLS: 2018

 «Коламбус Крю»
- Чемпион MLS (обладатель Кубка MLS): 2020
- Обладатель Campeones Cup: 2021

## Статистика выступлений

### Клубная статистика
| Выступление           | Выступление      | Выступление      | Лига | Лига | Плей-офф | Плей-офф | Кубок | Кубок | Континент | Континент | Итого | Итого |
| Клуб                  | Лига             | Сезон            | Игры | Голы | Игры     | Голы     | Игры  | Голы  | Игры      | Голы      | Игры  | Голы  |
| --------------------- | ---------------- | ---------------- | ---- | ---- | -------- | -------- | ----- | ----- | --------- | --------- | ----- | ----- |
| Нью-Йорк Ред Буллз II | USLC             | 2015             | 14   | 3    | —        | —        | 1     | 0     | —         | —         | 15    | 3     |
| Нью-Йорк Ред Буллз II | USLC             | 2016             | 24   | 5    | 4        | 2        | —     | —     | —         | —         | 28    | 7     |
| Нью-Йорк Ред Буллз II | USLC             | 2017             | 8    | 1    | —        | —        | —     | —     | —         | —         | 8     | 1     |
| Нью-Йорк Ред Буллз II | USLC             | 2018             | 2    | 1    | —        | —        | —     | —     | —         | —         | 2     | 1     |
| Нью-Йорк Ред Буллз II | USLC             | 2019             | 4    | 3    | —        | —        | —     | —     | —         | —         | 4     | 3     |
| Нью-Йорк Ред Буллз II | Итого            | Итого            | 52   | 13   | 4        | 2        | 1     | 0     | —         | —         | 57    | 15    |
| Нью-Йорк Ред Буллз    | MLS              | 2016             | 1    | 0    | —        | —        | 0     | 0     | 2         | 0         | 3     | 0     |
| Нью-Йорк Ред Буллз    | MLS              | 2017             | 18   | 0    | 1        | 0        | 1     | 0     | 2         | 0         | 22    | 0     |
| Нью-Йорк Ред Буллз    | MLS              | 2018             | 30   | 5    | 4        | 0        | 2     | 0     | 5         | 0         | 41    | 5     |
| Нью-Йорк Ред Буллз    | MLS              | 2019             | 11   | 1    | —        | —        | 0     | 0     | 2         | 0         | 13    | 1     |
| Нью-Йорк Ред Буллз    | Итого            | Итого            | 60   | 6    | 5        | 0        | 3     | 0     | 11        | 0         | 79    | 6     |
| Цинциннати            | MLS              | 2019             | 5    | 0    | —        | —        | —     | —     | —         | —         | 5     | 0     |
| Цинциннати            | Итого            | Итого            | 5    | 0    | —        | —        | —     | —     | —         | —         | 5     | 0     |
| Коламбус Крю          | MLS              | 2020             | 21   | 1    | 3        | 1        | —     | —     | —         | —         | 24    | 2     |
| Коламбус Крю          | MLS              | 2021             | 29   | 1    | —        | —        | —     | —     | 3         | 0         | 32    | 1     |
| Коламбус Крю          | MLS              | 2022             | 33   | 9    | —        | —        | 1     | 0     | —         | —         | 34    | 9     |
| Коламбус Крю          | Итого            | Итого            | 83   | 11   | 3        | 1        | 1     | 0     | 3         | 0         | 90    | 12    |
| Атланта Юнайтед       | MLS              | 2023             | 21   | 0    | 2        | 0        | 1     | 0     | 1         | 0         | 25    | 0     |
| Атланта Юнайтед       | MLS              | 2024             | 2    | 0    | —        | —        | —     | —     | —         | —         | 2     | 0     |
| Атланта Юнайтед       | Итого            | Итого            | 23   | 0    | 2        | 0        | 1     | 0     | 1         | 0         | 27    | 0     |
| Атланта Юнайтед 2     | MLS Next Pro     | 2023             | 1    | 0    | —        | —        | —     | —     | —         | —         | 1     | 0     |
| Атланта Юнайтед 2     | MLS Next Pro     | 2024             | 2    | 0    | —        | —        | —     | —     | —         | —         | 2     | 0     |
| Атланта Юнайтед 2     | Итого            | Итого            | 3    | 0    | —        | —        | —     | —     | —         | —         | 3     | 0     |
| Торонто               | MLS              | 2024             | 1    | 0    | —        | —        | —     | —     | —         | —         | 1     | 0     |
| Торонто               | Итого            | Итого            | 1    | 0    | —        | —        | —     | —     | —         | —         | 1     | 0     |
| Всего за карьеру      | Всего за карьеру | Всего за карьеру | 227  | 30   | 14       | 3        | 6     | 0     | 15        | 0         | 262   | 33    |

### Международная статистика
| Команда | Год   | Игры | Голы |
| ------- | ----- | ---- | ---- |
| Гаити   |       |      |      |
| 2016    | 2     | 0    |      |
| 2017    | 5     | 1    |      |
| 2018    | 4     | 2    |      |
| 2019    | 13    | 0    |      |
| 2021    | 9     | 2    |      |
| 2022    | 5     | 2    |      |
| 2023    | 7     | 1    |      |
| Всего   | Всего | 45   | 8    |

Голы за сборную
| № | Дата             | Место                                               | Соперник                 | Голы | Результат | Турнир                                         |
| - | ---------------- | --------------------------------------------------- | ------------------------ | ---- | --------- | ---------------------------------------------- |
| 1 | 8 января 2017    | Ато Болдон Стэдиум, Кува, Тринидад и Тобаго         | Тринидад и Тобаго        | 1:1  | 4:3       | Отборочный турнир Карибского кубка 2017        |
| 2 | 10 сентября 2018 | Стад Сильвио Катор, Порт-о-Пренс, Гаити             | Синт-Мартен              | 10:0 | 13:0      | Отборочный турнир Лиги наций КОНКАКАФ 2019/20  |
| 3 | 17 ноября 2018   | Национальный футбольный стадион, Манагуа, Никарагуа | Никарагуа                | 2:0  | 2:0       | Отборочный турнир Лиги наций КОНКАКАФ 2019/20  |
| 4 | 8 июня 2021      | Сильвио Катор, Порт-о-Пренс, Гаити                  | Никарагуа                | 1:0  | 1:0       | Отборочный турнир чемпионата мира 2022         |
| 5 | 2 июля 2021      | Драйв Пинк Стэдиум, Форт-Лодердейл, США             | Сент-Винсент и Гренадины | 3:0  | 6:1       | Отборочный турнир Золотого кубка КОНКАКАФ 2021 |
| 6 | 11 июня 2022     | Синтетик Трэк энд Филд Фэсилити, Леонора, Гайана    | Гайана                   | 4:1  | 6:2       | Лига наций КОНКАКАФ 2022/23                    |
| 7 | 11 июня 2022     | Синтетик Трэк энд Филд Фэсилити, Леонора, Гайана    | Гайана                   | 5:1  | 6:2       | Лига наций КОНКАКАФ 2022/23                    |
| 8 | 25 марта 2023    | Блейкс Эстейт Стэдиум, Лукаут, Монтсеррат           | Монтсеррат               | 3:0  | 4:0       | Лига наций КОНКАКАФ 2022/23                    |